# Schlacht bei Novi
Ostrach – Feldkirch – Stockach I – Verona – Magnano – Cassano d’Adda – Bassignana – Frauenfeld – Winterthur – Zürich I – Trebbia – Mantua – Novi – Döttingen - Vlieter – Bergen – Gotthardpass – Teufelsbrücke – Dietikon – Zürich II – Linth – Muotatal – Näfels – Egmont – Castricum - Genola – Wiesloch – Genua – Rheinklingen – Engen – Stockach II –  Meßkirch – Biberach II – Montebello – Marengo – Höchstädt – Oberhausen – Brión – Hohenlinden – Walserfeld – Pozzolo – Kopenhagen – Algeciras I – Algeciras II
Die Schlacht bei Novi fand am 15. August 1799 bei Novi Ligure im Verlaufe des Zweiten Koalitionskriegs statt. Russen und Österreicher unter dem Kommando von Feldmarschall Alexander Suworow besiegten die Franzosen unter General Barthélemy-Catherine Joubert und General Jean-Victor Moreau.
Novi liegt in der Provinz Piemont, 58 Kilometer nördlich von Genua.

## Vorgeschichte
Im Februar 1798 errichtete das revolutionäre Frankreich in Italien die Römische Republik und im April in der Schweiz die Helvetische Republik. In Reaktion auf das französische Expansionsstreben kam es Ende 1798 bis Anfang 1799 zur Bildung der sogenannten Zweiten Koalition, bestehend aus Russland, Großbritannien, Österreich, dem Osmanischen Reich, Portugal, Neapel und dem Kirchenstaat.
Der Krieg der Zweiten Koalition gegen Frankreich eskalierte Anfang 1799 vor allem in Norditalien und in der Schweiz, die von den Franzosen dominiert wurden. Österreich und Russland standen unter dem Oberbefehl des russischen Generals Graf Alexander Suworow, während die Franzosen unter dem Kommando der Generäle Jean Lannes, Jean Moreau, Barthélemy Joubert und anderer operierten. Die österreichischen Truppen unter Paul Kray von Krajowa besiegten die Franzosen am 5. April 1799 bei Magnano, Suworow selbst besiegte sie am 27. April bei Cassano und vom 17. bis 19. Juni an der Trebbia.

## Aufmarsch
Nach der Niederlage der Franzosen an der Trebbia konnte Suworow nicht verhindern, dass die Franzosen ihre noch in Norditalien stehenden Truppen zusammenzogen und in der Schweiz eine neue Armee aufbauten. Von Ende Juni bis Ende Juli 1799 gab es keine nennenswerten Kampfhandlungen zwischen den verfeindeten Parteien. 45.000 Mann aus Suworows Armee lagerten beiderseits des Flusses Bormida bei Alessandria, während weitere 55.000 Soldaten im gesamten Norditalien verstreut waren. Die französischen Streitkräfte umfassten rund 50.000 Mann und befanden sich zu diesem Zeitpunkt im Raum Genua unter dem Oberkommando von General Joubert. Diese begannen ihren Vormarsch über die Apenninen am 9. August und erreichten am 14. August den Nordrand der Berge südlich des Ortes Novi Ligure. Beim Anblick der gegnerischen Truppen erkannte Joubert, dass diese weit zahlreicher waren, als er erwartet hatte. In der folgenden Nacht hielten die Franzosen Kriegsrat und entschieden, nicht in die Ebene herabzusteigen.

## Schlachtverlauf

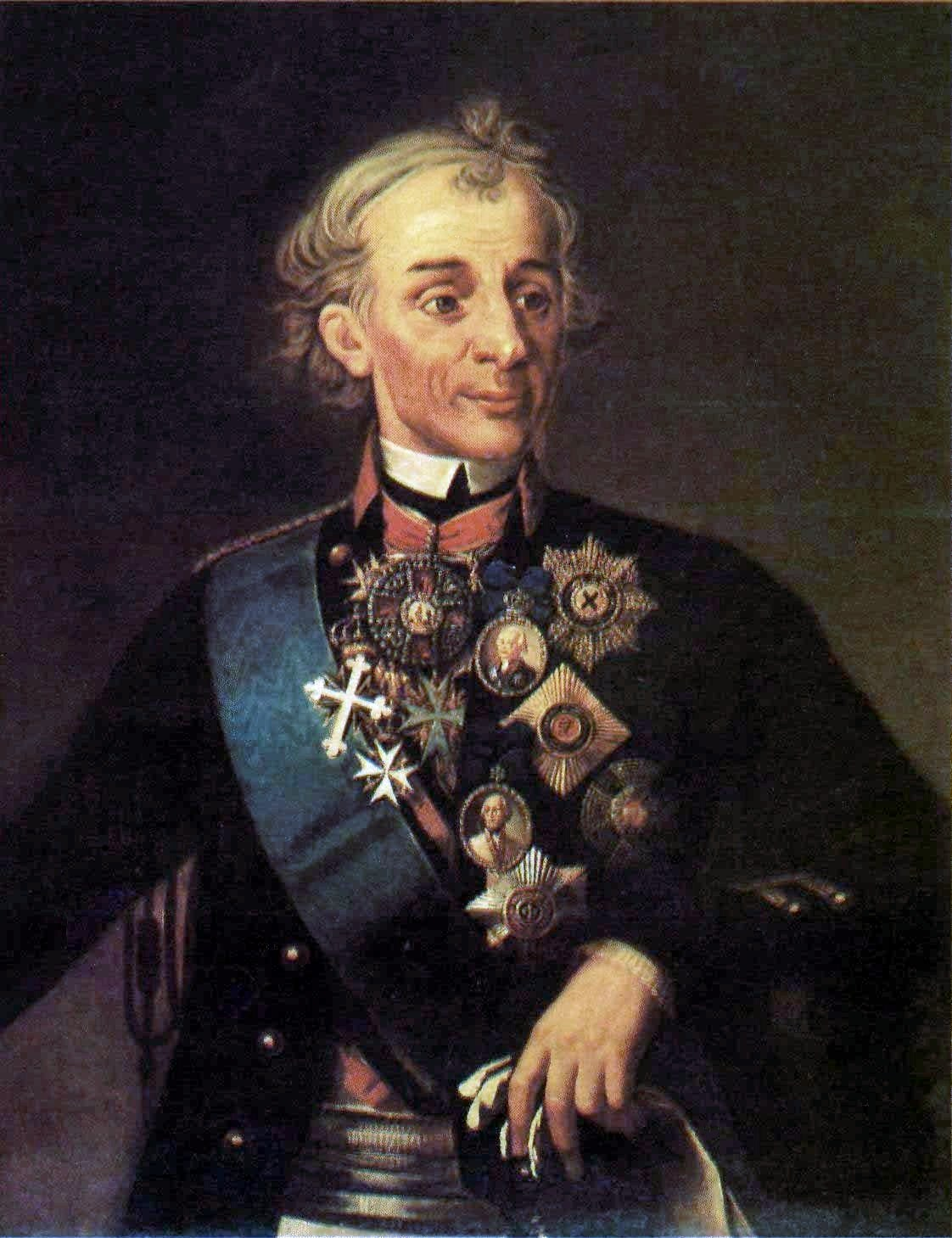
General Alexander Suworow

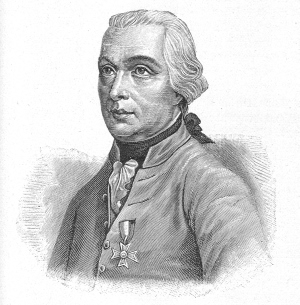
Michael von Melas

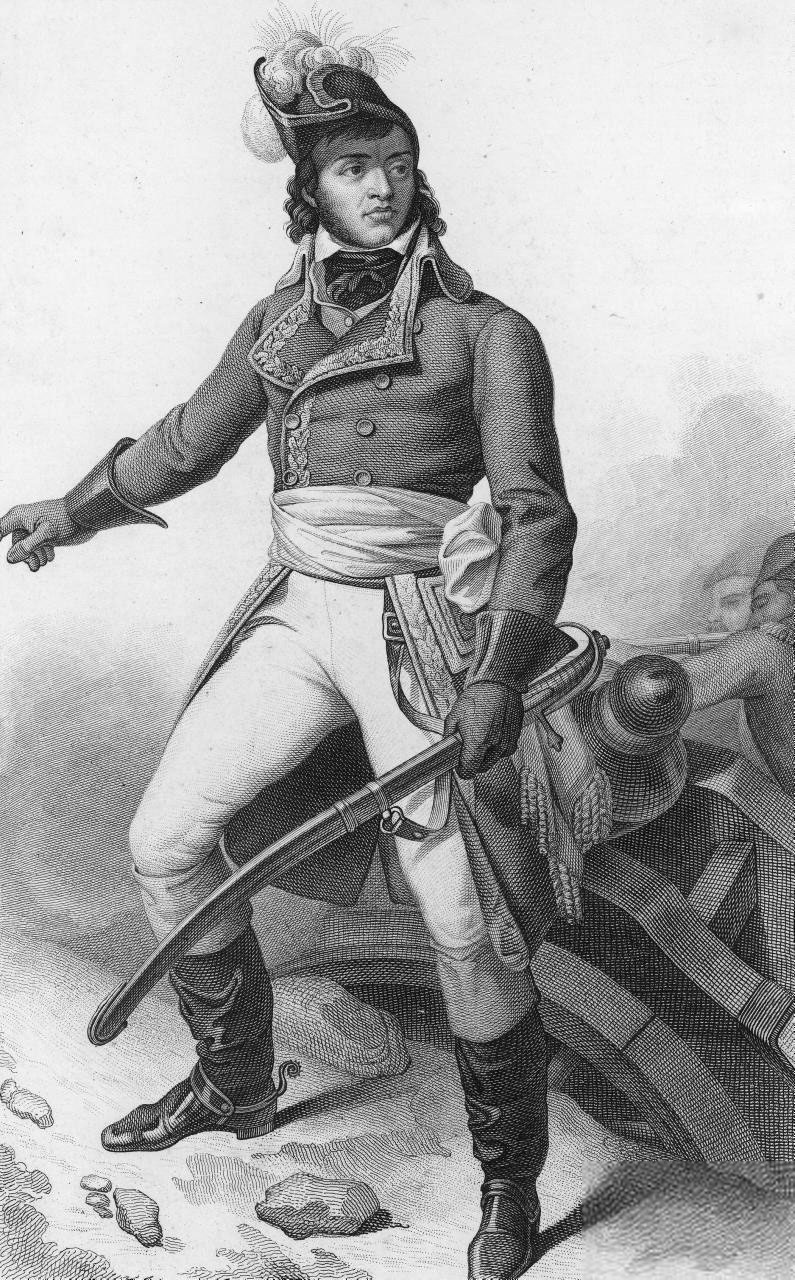
General Barthélemy Joubert

General Suworow übernahm die Initiative und befahl, die französischen Stellungen in der Frühe des 15. August 1799 anzugreifen. Sein lakonischer Befehl lautete: Die Einheiten der Generäle Kray und Bellegarde werden bei Tagesanbruch den linken Flügel des Feindes angreifen. Die Russen werden das Zentrum und General Melas den rechten Flügel übernehmen.
Krays österreichisches Korps traf auf heftigen Widerstand der Franzosen, als es die Hügel östlich von Pasturana erreichte und emporstürmte. General Joubert erschien an der Spitze seiner Grenadiere, wurde jedoch von einer Musketenkugel tödlich getroffen. Jouberts Tod wurde geheim gehalten, so dass es bei der Truppe keine Konfusion gab. Das Kommando der französischen Einheit übernahm unverzüglich Moreau und seinen Truppen gelang es, den österreichischen Angriff abzuwehren. Kray und Bellegarde unternahmen einen zweiten Angriff, der dieses Mal von Artillerie unterstützt wurde. Doch die französischen linke Flanke hielt stand; Moreau ging sogar zum Gegenangriff über und nach drei Stunden ließ der Druck auf die Franzosen nach.
Im Zentrum griffen die Russen unter General Bagration den Gegner in der Nähe von Novi mehrmals erfolglos an. Die Franzosen setzten ihrerseits einen Gegenangriff auf die offene Flanke der russischen Einheiten, die sich fluchtartig zurückzogen. Am frühen Nachmittag sah es nach einem Sieg der Franzosen aus. Die Lage änderte sich erst, als Truppenreserven der Koalition unter General Melas in die Schlacht eingriffen. Dieser Angriff durchbrach die französischen Linien und Moreau wurde zum allgemeinen Rückzug gezwungen. Die Franzosen flüchteten unter heftigem Artillerie- und Musketenfeuer durch eine Schlucht und konnten sich erst um 23 Uhr bei Gavi sammeln. Auch die Koalitionstruppen waren durch die Strapazen des langen Tages erschöpft und verzichteten auf die Verfolgung des Feindes.
Die Franzosen hatten erneut eine schwere Niederlage erlitten, die sich jedoch nicht im Vergleich der Opfer beider Seiten widerspiegelte. Die französischen Verluste bezifferten sich auf 1.500 Tote, 5.000 Verwundete und 3.000 bis 4.600 Gefangene, insgesamt also rund 10.500 Personen. Darüber hinaus verloren sie drei Generäle, vier Fahnen, 37 Geschütze und 28 Munitionswagen. Die österreichisch-russischen Verluste betrugen 1.800 Tote, 5.200 Verwundete und 1.200 Gefangene, in der Summe 8.200 Personen.

## Folgen
Die französische Armee war durch die Verluste mehrerer verlorener Schlachten geschwächt und Moreau beabsichtigte zunächst, sich über die Alpen nach Frankreich zurückzuziehen. Schließlich entschied er sich in Genua Station zu machen, bis neue Befehle des Direktoriums aus Paris eintrafen. Moreau wurde zum Oberbefehlshaber der Rheinarmee ernannt und General Jean-Étienne Championnet übernahm das Kommando der französischen Truppen in Oberitalien. Die Koalition besetzte Mailand und löste die von Frankreich 1797 errichtete Cisalpinische Republik wieder auf. In der Schweiz waren die Franzosen erfolgreicher, als General André Masséna am 26. September 1799 eine russische Armee unter Alexander Korsakow besiegte. Als Reaktion führte General Suworow seine Truppen aus Norditalien über die Alpen, um Korsakows Armee zu verstärken. Der Einsatz kam allerdings zu spät, die Russen waren schon besiegt und seine Einheiten befanden sich in der Auflösung. Zu einem Rückzug durch die Graubündener Berge gezwungen, schaffte Suworow es nach einem Sieg über Masséna dennoch 15000 seiner ursprünglich 21000 Mann starken Armee in Sicherheit zu bringen. Am 22. Dezember 1799 schied Russland aus der Zweiten Koalition aus, da es zu Differenzen mit Österreich gekommen war und kehrte zur bewaffneten Neutralität zurück.
Seit 1913 erinnert in Wien-Floridsdorf (21. Bezirk) die Novigasse an diese Schlacht.